# Chūnibyō
Chūnibyō (中二病) é um termo coloquial japonês que se traduz como "doença do segundo grau", i.e. "síndrome do segundo ano do ensino médio" ou "síndrome da oitava série", normalmente usado para descrever adolescentes que têm megalomania, que tão desesperadamente querem se destacar que se convenceram de que escondiam conhecimento ou poderes secretos. O termo foi popularizado pelas séries de light novel e anime Chūnibyō Demo Koi ga Shitai!.

## História
O termo foi cunhado pela personalidade do rádio Hikaru Ijūin em 1999, onde ele descrevia as aspirações infantis dos alunos do ensino médio como se fosse algum tipo de síndrome que ele havia contraído. Em 2009, Ijūin fez uma declaração negando a ideia, pois havia mudado de uma observação alegre para uma condição estudada seriamente em psicologia.
Em 2008, o autor de light novel Hyōya Saegami escreveu um livro chamado Chūnibyō Toriatsukai Setsumei Sho (中二病取扱説明書), ou "Manual do Usuário de Chūnibyō", no qual identifica três tipos de chūnibyō: DQN, que agem como delinquentes; Subcultura, que contraria as tendências principais; e Evil Eye, que aspiram a ter poderes especiais.

## Legado
O crítico literário Boshi Chino expressou que gostaria de dar ao romance Don Quixote o subtítulo "Chūnibyō a partir dos 50 anos", devido ao círculo vicioso observável na obra caracterizada pela "visão do mundo pelo protagonista através de óculos coloridos" fazendo "as pessoas ao redor se juntarem a ele, a fim de evitar negar seus delírios, mas no final fazendo apenas com que o protagonista sucumba cada vez mais a esses delírios".